# Амьен-6 (кантон)
Амьен-6 (фр. Amiens-6) — кантон во Франции, находится в регионе О-де-Франс, департамент Сомма. Входит в состав округа Амьен.

## История
Кантон образован в результате реформы 2015 года . В его состав вошли часть города Амьен, составлявшая упраздненный кантон Амьен-6 (Сюд), и отдельные коммуны упраздненного кантона Бов.

## Состав кантона
В состав кантона входят коммуны (население по данным Национального института статистики за 2018 г.):
- Амьен (22 434 чел.) (центральные и южные кварталы)
- Дюри (1 459 чел.)
- Рюминьи (622 чел.)
- Сен-ан-Амьенуа (1 212 чел.)
- Сен-Фюсьян (1 240 чел.)
- Эбекур (535 чел.)

## Политика
На президентских выборах 2022 г. жители кантона отдали в 1-м туре Эмманюэлю Макрону 34,3 % голосов против 26,2 % у Жана-Люка Меланшона и 17,2 % у Марин Ле Пен; во 2-м туре в кантоне победил Макрон, получивший 68,9 % голосов. (2017 год. 1 тур: Эмманюэль Макрон – 29,4 %, Жан-Люк Меланшон – 21,4 %, Франсуа Фийон – 18,6 %, Марин Ле Пен – 17,4 %; 2 тур: Макрон – 73,5 %. 2012 год. 1 тур: Франсуа Олланд – 31,3 %, Николя Саркози – 26,3 %, Марин Ле Пен – 15,6 %; 2 тур: Олланд – 54,7 %).
С 2021 года кантон в Совете департамента Сомма представляют вице-мэры города Амьен Валери Дево (Valérie Devaux) (Союз демократов и независимых) и Юбер де Жанлис (Hubert De Jenlis) («Вперёд, Республика!»).
|                | Кандидаты                     | Партия                   | Первый тур | Первый тур     | Второй тур | Второй тур |
| Кол-во голосов | Кандидаты                     | Партия                   | % голосов  | Кол-во голосов | % голосов  |            |
| -------------- | ----------------------------- | ------------------------ | ---------- | -------------- | ---------- | ---------- |
|                | Валери Дево Юбер де Жанлис    | Правоцентристский блок   | 2 577      | 43,04          | 3 615      | 63,14      |
|                | Логан Браг Элен Трифюнович    | Европа Экология Зелёные  | 1 760      | 29,39          | 2 110      | 36,86      |
|                | Дельфин Жонкер Жереми Кудвиль | Разные правые            | 859        | 14,35          |            |            |
|                | Амар Метмати Лизьян Ожер      | Национальное объединение | 792        | 13,23          |            |            |

|                | Кандидаты                   | Партия                        | Первый тур | Первый тур     | Второй тур | Второй тур |
| Кол-во голосов | Кандидаты                   | Партия                        | % голосов  | Кол-во голосов | % голосов  |            |
| -------------- | --------------------------- | ----------------------------- | ---------- | -------------- | ---------- | ---------- |
|                | Юбер де Жанлис Франс Фонгёз | Союз демократов и независимых | 2 534      | 32,01          | 4 874      | 67,56      |
|                | Брижитт Лушар Антуан Фурнье | Социалистическая партия       | 2 071      | 26,16          | 2 340      | 32,44      |
|                | Мартен Домиз Анн Пинон      | Союз за народное движение     | 2 009      | 25,38          |            |            |
|                | Серж Бьерри Катрин Шерфи    | Национальный фронт            | 1 303      | 16,46          |            |            |